# Melrose Park (Nova York)
Melrose Park és una concentració de població designada pel cens dels Estats Units a l'estat de Nova York. Segons el cens del 2000 tenia 2.359 habitants.

## Demografia
Segons el cens del 2000, Melrose Park tenia 2.359 habitants, 908 habitatges, i 698 famílies. La densitat de població era de 243,5 habitants/km².
Dels 908 habitatges en un 35,7% hi vivien nens de menys de 18 anys, en un 66,6% hi vivien parelles casades, en un 7,4% dones solteres, i en un 23,1% no eren unitats familiars. En el 20,8% dels habitatges hi vivien persones soles el 12,1% de les quals corresponia a persones de 65 anys o més que vivien soles. El nombre mitjà de persones vivint en cada habitatge era de 2,59 i el nombre mitjà de persones que vivien en cada família era de 2,99.
Per edats la població es repartia de la següent manera: un 25,6% tenia menys de 18 anys, un 5,5% entre 18 i 24, un 26,5% entre 25 i 44, un 25,9% de 45 a 60 i un 16,6% 65 anys o més.
L'edat mediana era de 41 anys. Per cada 100 dones de 18 o més anys hi havia 91,6 homes.
La renda mediana per habitatge era de 51.600 $ i la renda mediana per família de 60.000 $. Els homes tenien una renda mediana de 42.857 $ mentre que les dones 28.472 $. La renda per capita de la població era de 22.724 $. Entorn de l'1,2% de les famílies i el 3,4% de la població estaven per davall del llindar de pobresa.